# Various Positions
| 전문가 평가      | 전문가 평가 |
| 평가 점수        | 평가 점수   |
| 출처             | 점수        |
| ---------------- | ----------- |
| AllMusic         | [ 1 ]       |
| Robert Christgau | B+          |
| Rolling Stone    | mixed       |

《Various Positions》는 캐나다의 싱어송라이터 레너드 코언이 1984년 12월에 발매한 일곱 번째 스튜디오 음반이다. 이는 현대적 사운드와 신시사이저 (특히 오프닝 트랙에서)의 사용뿐만 아니라 《Recent Songs》 (1979년)에서 제니퍼 원스의 하모니와 백 보컬 이후 모든 트랙에서 코언이 보컬로 동등하게 기여한 것으로 평가되는 원스의 훨씬 더 큰 공헌을 나타낸다.

## 배경
코언은 《Recent Songs》를 녹음한 후 5년 동안 다시 녹음하지 않았고 1984년 《Book of Mercy》 때까지 새로운 곡을 발표하지 않았다. 2001년 모조의 실비 시몬스로부터 이 기간 동안 활동이 없었냐는 질문을 받자 이 가수는 "제 아이들은 남프랑스에 살고 있었고 저는 그들을 방문하는데 많은 시간을 보냈습니다. 《Book of Mercy》의 곡들이 오고 있었고, 나는 천천히 다양한 포지션으로 끝나는 음반을 쓰고 있었습니다." 코언은 1983년 TV용 뮤지컬 《아이엠 어 호텔》에서 각본과 주연을 맡았다. 《Various Positions》는 1974년 코언의 음반 《New Skin for the Old Ceremony》의 지휘봉을 잡았던 존 리사워가 프로듀싱했다. 코언의 매니저 마티 마차트는 1977년 《Death of a Ladies' Man》에서 코언의 매니저인 필 스펙터와 함께 작업하는 방법을 찾기 위해 《Songs For Rebecca》라는 프로젝트를 무산시킨 이후 두 사람은 함께 작업하거나 대화조차 하지 않았다. 그 동안 리사워는 바브라 스트라이샌드, 맨해튼 트랜스퍼와 함께 일했고 영화를 제작했다.

## 곡 목록
모든 곡들은 레너드 코언에 의해 작사/작곡하였다.
| #  | 제목                            | 재생 시간 |
| -- | ------------------------------- | --------- |
| 1. | 〈Dance Me to the End of Love〉 | 4:38      |
| 2. | 〈Coming Back to You〉          | 3:32      |
| 3. | 〈The Law〉                     | 4:27      |
| 4. | 〈Night Comes On〉              | 4:40      |

| #  | 제목                        | 재생 시간 |
| -- | --------------------------- | --------- |
| 1. | 〈Hallelujah〉              | 4:39      |
| 2. | 〈The Captain〉             | 4:06      |
| 3. | 〈Hunter's Lullaby〉        | 2:24      |
| 4. | 〈Heart with No Companion〉 | 3:04      |
| 5. | 〈If It Be Your Will〉      | 3:43      |

## 인증
| 국가                                                  | 인증 | 판매량/출하량 |
| ----------------------------------------------------- | ---- | ------------- |
| 핀란드 (Musiikkituottajat)                            | 골드 | 45,147        |
| 포르투갈 (AFP)                                        | 실버 | 15,000        |
| 스페인 (PROMUSICAE)                                   | 골드 | 50,000^       |
| 영국 (BPI)                                            | 실버 | 60,000*       |
| *판매량을 기반으로 한 인증 ^출하량을 기반으로 한 인증 |      |               |